# Cruzado portugais
Pour les articles homonymes, voir cruzado.
Le terme cruzado (« croisé ») désigne plusieurs monnaies portugaises de valeur élevée, qui ont circulé entre le XVe siècle et le XIXe siècle. 
La première est une pièce d'or frappée en 1457 sous le règne d'Alphonse V. Elle est ainsi nommée en raison de la croix (cruz en portugais) simple qu'elle affiche au revers, en référence à un projet de croisade contre les Turcs. Cette monnaie n'est presque plus frappée à partir de 1555. 
Le cruzado d'argent apparaît en 1642 : c'est une pièce d'argent plus lourde que la pièce d'or, de même valeur (à cette date : 400 réaux ; 480 en 1688). Il cesse d'être frappé en 1835, à la suite de la réforme du système monétaire (décimalisation).

## Le cruzado d'or

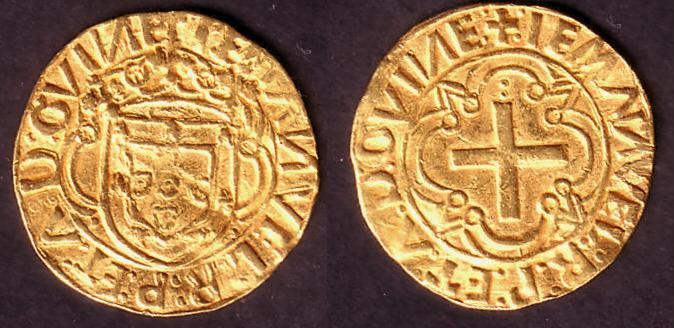
Cruzado d'or datant du règne de Manuel Ier (1495-1521)

### Le cruzado d'Alphonse V
Alphonse V (1433-1481) règne à partir de 1450. Le cruzado frappé à partir de 1457 est une pièce d'or (à 98,9 %, taux très élevé) d'un poids de 3,5 grammes. 
Sur le plan économique, le cruzado portugais est frappé grâce à l'or qui arrive en grande quantité de l'île d'Arguin, découverte dans le cadre de l'exploration des côtes d'Afrique par les marins portugais, lancée dans les années 1410 par l'infant Henri le Navigateur.
Il doit concurrencer le ducat vénitien, étant même de meilleure qualité. 
Il devient la principale monnaie commerciale portugaise pour près d'un siècle et est accepté aussi bien dans le monde chrétien que dans le monde musulman. 

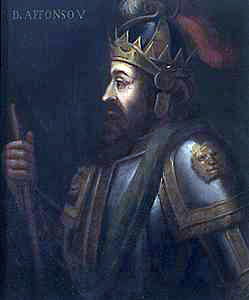
Alphonse V qui fit frapper les premiers cruzados

### Évolution de sa valeur en réaux
Au départ, le cruzado d'or vaut 253 réaux, le réal étant alors la monnaie de référence du Portugal (ou unité de compte) ; 
Le réal subit ensuite une dévaluation constante. 1 cruzado (toujours de 3,5 g) vaut : 
- en 1472 : 324 réaux ;
- en 1489 (règne de Jean II de 1481 à 1495) : 380 réaux ;
- en 1496 (Manuel Ier, de 1495 à 1521) : 390 réaux
- en 1517 : 400.

La frappe du cruzado d'or cesse en 1555. Néanmoins, les pièces continuent de circuler.

## Le cruzado d'argent

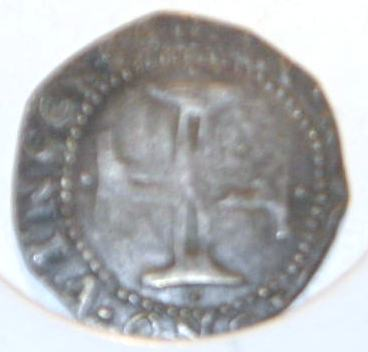
Un Cruzado d'argent

### Le cruzado de Jean IV (1642)
En 1642, au début de la guerre de Restauration (1640-1668), le roi Jean IV fait à nouveau frapper une monnaie de ce nom, mais en argent, d'un poids de 23 grammes à 91,7 %. Jean IV fait aussi frapper quelques cruzados d'or de 3,1 grammes à 91,7 %. 
Le cruzado vaut alors encore 400 réaux.

### Le cruzado d'Alphonse VI (1663)
Par un édit du 22 mars 1663, Alphonse VI, qui règne de 1656 à 1667, réduit de 25% le poids du cruzado d'argent, afin d'en réduire l'exportation et financer l'effort de guerre. La pièce pèse désormais 17,9 grammes. 

### Évolution ultérieure
Sous la régence (1667-1683) de son frère Pierre, la frappe de la monnaie est mécanisée pour en empêcher la contrefaçon. 
Par l'édit du 4 août 1688, sa valeur passe à 480 réaux.
De nouvelles frappes sont décidées par le régent, puis roi Jean VI (règne de 1816 à 1826) en 1808, en 1816 (avec une erreur VINECS au lieu de VINCES au revers) et en 1820.
Le cruzado est frappé jusqu'à la réforme de 1835 de la reine Marie II (r. 1826-1853, mais avec l'intermède de l'usurpateur Michel de 1828 à 1834), qui fait adopter par le Portugal le système métrique et décimalise le système monétaire.

## Numismatique et idéologie
L'apparence du cruzado, d'or ou d'argent, est très stable. 
À l'avers, la pièce affiche le blason du Portugal entouré de l'inscription royale, par exemple, dans le cas d'Alphonse VI : 
ALPHONSVS.VI.D(eo).G(ratia).REX.PORTVGALI(s) (« Alphonse VI, par la grâce de Dieu, roi du Portugal »").
Au revers, on trouve la croix entourée de l'inscription :
IN.HOC.SIGNO.VINCES (« Par ce signe tu vaincras »).
Cette phrase renvoie à la vision de l'empereur romain Constantin la veille de la bataille du pont Milvius (312), origine de sa conversion au christianisme.
Le motif de la croix constitue une réponse du roi à l'appel du pape Calixte III à la croisade les Turcs ottomans, qui viennent de s'emparer de Constantinople (1453). La mort du pape en 1458 conduit à l'abandon du projet de croisade, mais le motif est conservé. 